# Eugène Decomble
Pour les articles homonymes, voir Decomble.
Eugène Auguste Decomble, né le 1er août 1816 à Strasbourg (Bas-Rhin) et mort le 8 mai 1889, est un ingénieur et architecte français.

## Biographie
Fils de André Urbain Decomble (employé des contributions directes) et de Marie Michel, il est originaire d'Alsace. 
Après ses études secondaires, il est reçu à l'École polytechnique en 1838  puis à l'École des ponts et chaussées. 
Il travaille à la Compagnie des chemins de fer de l'Est et est en poste à Joinville.  
Il est essentiellement connu pour la réalisation du Viaduc de Chaumont en 1856 . À cette occasion, il est élevé à la dignité de Chevalier de la Légion d'honneur par Napoléon III (il sera promu officier le 12 janvier 1881). Il travaille à la Compagnie des chemins de fer de l'Est jusqu'en août 1858.
Il finit sa carrière à Toulouse au service des études des chemins de fer des Pyrénées centrales comme ingénieur en chef directeur (1876) avant de devenir Inspecteur général honoraire le 3 août 1878.
Il fut également nommé Commandeur de l'Ordre d'Isabelle-la-Catholique le 23 juillet 1870.

## Vie privée
Marié le 11 décembre 1843, il a été le père de deux enfants.

## Hommages posthumes
Le lycée d'enseignement technique de Chaumont, en Haute-Marne, ainsi qu'une rue proche du centre ville, portent son nom.